# Finales de la NBA de 1956
Las Finales de la NBA de 1956 fueron las series definitivas de los playoffs de 1956 y suponían la conclusión de la temporada 1955-56 de la NBA. Estas enfrentaron a Philadelphia Warriors ante Fort Wayne Pistons, con la ventaja de campo favorable a los primeros. Tres jugadores de las Finales fueron posteriormente elegidos para el Basketball Hall of Fame, George Yardley por parte de los Pistons, y Paul Arizin  y Neil Johnston por los Warriors. Fue la única ocasión en unas Finales de la NBA en donde se empleó el sistema 1-1-1-1-1-1-1, es decir, alternando en cada partido la sede del mismo, idea que se desechó en la temporada siguiente.

## Resumen
| Partido | Fecha       | Equipo local | Resultado | Equipo visitante |
| ------- | ----------- | ------------ | --------- | ---------------- |
| 1       | 31 de marzo | Philadelphia | 98-94     | Fort Wayne       |
| 2       | 1 de abril  | Fort Wayne   | 84-83     | Philadelphia     |
| 3       | 3 de abril  | Philadelphia | 100-96    | Fort Wayne       |
| 4       | 5 de abril  | Fort Wayne   | 105-107   | Philadelphia     |
| 5       | 7 de abril  | Philadelphia | 99-88     | Fort Wayne       |

Warriors ganan las series 4-1

## Resumen de los partidos

### Partido 1
| 31 marzo                            | Fort Wayne Pistons                                                       | 94–98                | Philadelphia Warriors                                    |                                                                                                |  |  |
|                                     | Parciales: 25–20, 24–20, 15–33, 30–25                                    |                      |                                                          |                                                                                                |  |  |
|                                     | Estadísticas George Yardley 27 George Yardley 15 Hutchins, Phillip 6 c/u | Reporte Pts Reb Asts | Estadísticas Paul Arizin 28 Neil Johnston 14 Tom Gola 10 | Pabellón: Philadelphia Civic Center, Philadelphia, Pennsylvania Asistencia: 4,128 espectadores |  |  |
| Philadelphia lidera las series, 1–0 |                                                                          |                      |                                                          |                                                                                                |  |  |
|                                     |                                                                          |                      |                                                          |                                                                                                |  |  |

Los Warriors llegaban a la final como el mejor equipo de la temporada regular, aventajando en 6 victorias a los Boston Celtics y en 8 a los Pistons. Pero se encontraron un duro rival en semifinales, los Nats, que forzaron un quinto encuentro, haciendo que el favorito llegara a la final cansado. Así las cosas, en el primer partido, disputado en el Philadelphia Civic Center ante 4.100 aficionados, los Pistons, el mejor equipo defensivo de la liga, asfixiaron a los Warriors en el segundo cuarto, dejándoles anotar una única canasta en más de 9 minutos, llegando a la mitad del cuarto con ventaja de 15 puntos, 37-22. En ese momento, el entrenador de los Warriors decidió dar entrada a Ernie Beck, un alero de apenas 1,93 de estatura, que se convirtió en un jugador decisivo, no sólo en la labor anotadora, acabando con 23 puntos, sino también en la reboteadora. La ventaja al descanso se redujo a 9 puntos, 49-40.
Beck lideró a los Warriors en el tercer cuarto con 11 puntos, pasando de una desventaja de 9 puntos a una ventaja igual para su equipo. Mel Hutchins, Larry Foust y Bob Houbregs desquiciaron al pívot local, Neil Johnston, permitiéndole hacer tan sólo 3 lanzamientos a canasta en todo el partido, pero Beck y Paul Arizin pusieron los puntos, mientras que Tom Gola se exhibía en el aspecto defensivo. Fort Wayne lo intentó en el último cuarto, pero solo fueron capaces de ponerse a cuatro puntos en el marcador, coincidiendo con el final de partido, 98-94. Arizin anotó 28 puntos para los Warriors, mientras que George Yardley consiguió 27 para los Pistons.

### Partido 2
| 1 de abril            | Philadelphia Warriors                                           | 83–84                | Fort Wayne Pistons                                              |                                                                                     |  |  |
|                       | Parciales: 20–20, 26–22, 19–23, 18–19                           |                      |                                                                 |                                                                                     |  |  |
|                       | Estadísticas Paul Arizin 27 Arizin, Johnston 9 c/u Ernie Beck 6 | Reporte Pts Reb Asts | Estadísticas George Yardley 30 George Yardley 19 Andy Phillip 5 | Pabellón: War Memorial Coliseum, Fort Wayne, Indiana Asistencia: 6,976 espectadores |  |  |
| Series empatadas, 1–1 |                                                                 |                      |                                                                 |                                                                                     |  |  |
|                       |                                                                 |                      |                                                                 |                                                                                     |  |  |

El segundo partido trasladó la serie al War Memorial Coliseum de Fort Wayne, donde los Pistons empataron la final gracias a una victoria por un solo punto, 84-83. Los puntos decisivos los consiguió Yardley con 2 tiros libres a falta de 43 segundos para el final. Curiosamente, la jugada defensiva del partido la protagonizó Corky Devlin, quien no se caracterizaba precisamente por sus dotes defensivas. Robó el balón con 28 segundos por jugar, y, aunque falló el lanzamiento a canasta, en la última posesión de los Warriors Yardley piso un tapón a Arizin, dando la primera victoria de la serie a los Pistons.

### Partido 3
| 3 de abril                          | Fort Wayne Pistons                                       | 96–100               | Philadelphia Warriors                                   |                                                                                                 |  |  |
|                                     | Parciales: 26–25, 25–23, 14–25, 31–27                    |                      |                                                         |                                                                                                 |  |  |
|                                     | Estadísticas Larry Foust 19 Larry Foust 14 Chuck Noble 4 | Reporte Pts Reb Asts | Estadísticas Paul Arizin 27 Neil Johnston 17 Tom Gola 8 | Pabellón: Philadelphia Civic Center, Philadelphia, Pennsylvania Asistencia: 11,698 espectadores |  |  |
| Philadelphia lidera las series, 2–1 |                                                          |                      |                                                         |                                                                                                 |  |  |
|                                     |                                                          |                      |                                                         |                                                                                                 |  |  |

La serie regresó a Filadelfia, donde esta vez sí que respondió el público, abarrotando el pabellón con 11.698 espectadores. Arrizin consiguió 27 puntos por segundo partido consecutivo, mientras que Johnston por fin hizo funcionar su lanzamiento de gancho, colaborando con 20 puntos. A pesar de ello, los Warriors llegaron al descanso tres puntos abajo, 48-51. Finalmente se hicieron con la victoria por cuatro puntos, 100-96. Foust fue el mejor de los Pistons, con 19 puntos.

### Partido 4
| 5 de abril                          | Philadelphia Warriors                                 | 107–105                                                                        | Fort Wayne Pistons                                           |                                                                                     |  |  |
|                                     | Parciales: 24–24, 26–32, 30–26, 27–23                 |                                                                                |                                                              |                                                                                     |  |  |
|                                     | Estadísticas Paul Arizin 30 Tom Gola 9 Joe Graboski 7 | [https://www.basketball-reference.com/boxscores/195604050FTW.html Pts Reb Asts | Estadísticas George Yardley 21 Larry Foust 14 Andy Phillip 6 | Pabellón: War Memorial Coliseum, Fort Wayne, Indiana Asistencia: 7,852 espectadores |  |  |
| Philadelphia lidera las series, 3–1 |                                                       |                                                                                |                                                              |                                                                                     |  |  |
|                                     |                                                       |                                                                                |                                                              |                                                                                     |  |  |

El cuarto partido de la serie se disputó en Fort Wayne, donde los Warriors habían sido incapaces de ganar un partido en los últimos cuatro años. Pero Arizin se mostró imparable, dando unr ecital de juego sin fallar ni un solo lanzamiento a canasta, incluyendo 8 de 8 en tiros libres, para sumar 30 puntos. Jack George sumó 20, Gola 19 y Johnston 18 para dar la primera victoria a los de Filadelfia en esa cancha desde febrero de 1952.
Los Warriors llegaron con 6 puntos de ventaja, 106-100, con menos de dos minutos por jugar. Pero Foust y Yardley anotaron sendas canastas, mientras que Mel Hutchins conseguía un tiro libre que ponía a los Pistons a un punto a falta de 40 segundos. George Dempsey anotó un tiro libre, poniendo dos arriba a su equipo, y en los últimos instantes, Devlin anotó una canasta de larga distancia que hubiera supuesto el empate, pero los árbitros consideraron que era fuera de tiempo.

### Partido 5
| 7 de abril                        | Fort Wayne Pistons                                              | 88–99                | Philadelphia Warriors                                       |                                                                                                 |  |  |
|                                   | Parciales: 24–22, 19–22, 20–28, 25–27                           |                      |                                                             |                                                                                                 |  |  |
|                                   | Estadísticas George Yardley 30 George Yardley 20 Corky Devlin 6 | Reporte Pts Reb Asts | Estadísticas Joe Graboski 29 Joe Graboski 16 Jack George 10 | Pabellón: Philadelphia Civic Center, Philadelphia, Pennsylvania Asistencia: 11,194 espectadores |  |  |
| Philadelphia gana las series, 4–1 |                                                                 |                      |                                                             |                                                                                                 |  |  |
|                                   |                                                                 |                      |                                                             |                                                                                                 |  |  |

Con una ventaja de 3-1, los Warriors se presentaron al quinto partido dispuestos a cerrar la eliminatoria. Con una fuerte defensa y un buen ataque, en el que destacaron una vez más Arizin con 30 puntos, y Gabroski con 29. Yardley anotó 30 para los Pistons, pero no fue suficiente, acabando el partido 98-88, para dar su segundo campeonato al presidente de los Warriors, Eddie Gottlieb.